# Elizabeth Asquith
Lady Elizabeth Charlotte Lucy Asquith (* 26. Februar 1897 in London; † 7. April 1945 in Corcova, Rumänien) war eine britische Schriftstellerin und durch Heirat Prinzessin Bibesco de Brancovan.

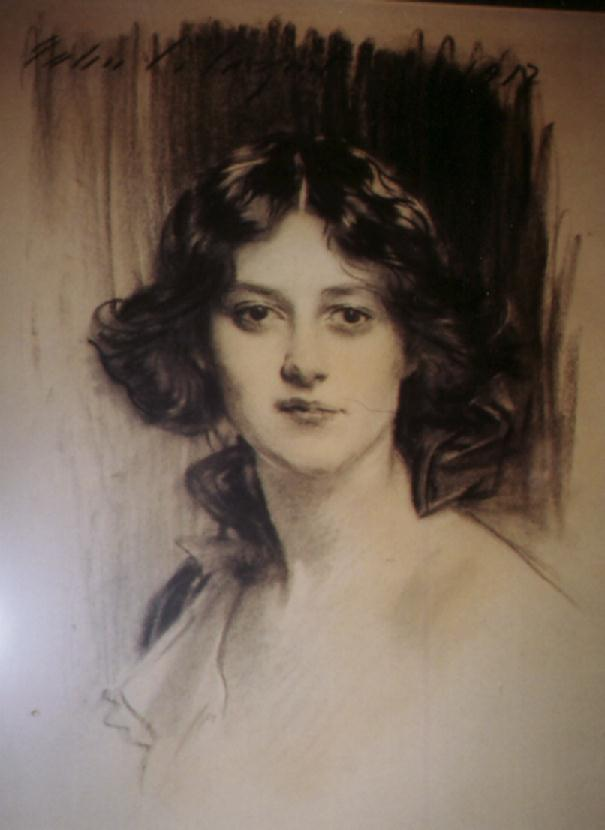
John Singer Sargent: Lady Elizabeth Asquith, Kohlezeichnung, 1914

## Leben

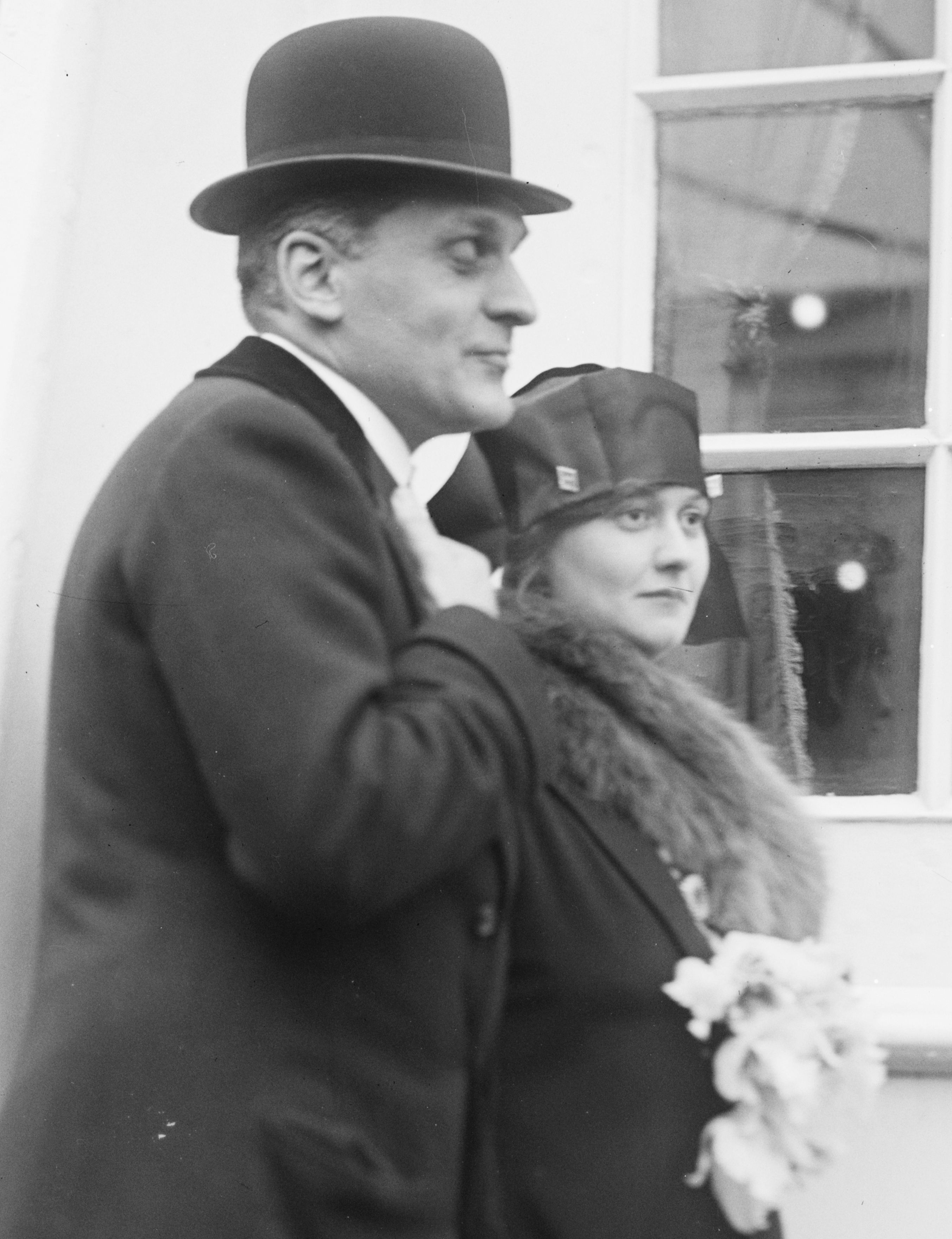
Elisabeth und Antoine Bibesco

Elizabeth war das erste Kind des Politikers und späteren Premierministers Herbert Henry Asquith, 1. Earl of Oxford and Asquith (1852–1928) und seiner zweiten Ehefrau, der Schriftstellerin Lady Emma Alice Margaret Tennant (1864–1945), eine Tochter von Sir Charles Clow Tennant und Emma Winsloe. Ihre Kindheit drehte sich um perfektes Benehmen und die gesellschaftliche Repräsentation, die sie im französischen Mädchenpensionat Les Ruches in Fontainebleau, gegründet von Mademoiselle Marie Souvestre, und im Schweizer Internat Le Rosey verfeinerte. Die Erziehung von Elizabeth wurde von ihren Eltern streng überwacht und sie galt als ausgesprochen intelligent. Während des Ersten Weltkrieges engagierte sich Elizabeth zusammen mit ihrer Mutter in mehreren sozialen Bereichen, darunter Organisation und Durchführung von Matinéen für die Soldaten. In dieser Zeit lernte sie den exzentrischen Prinzen Antoine Bibesco de Brancovan kennen, er war Erster Sekretär an der rumänischen Botschaft in London.
Am 29. April 1919 heiratete Lady Elizabeth Asquith in der St Margaret’s Church im Londoner Stadtteil Westminster den Aristokraten Antoine Bibesco de Brancovan (1878–1951). Die Hochzeit war damals das gesellschaftliche Ereignis des Jahres, zu den Gästen zählten viele Personen aus der europäischen Hoch- und Geldaristokratie. Das junge Paar lebte darauf in Paris, wo auch deren einzige Tochter, Priscilla (1920–2004), geboren wurde.
Innerhalb kürzester Zeit machte sie die Bekanntschaft mit den bekanntesten Künstlern der Stadt, unter anderem Claude Debussy und Marcel Proust, der seit seiner Jugend eng mit ihrem Mann befreundet war. In der Zwischenkriegszeit übernahm ihr Ehemann eine Reihe von diplomatischen Aufgaben: Anfang der 1920er Jahre war er Botschafter in Washington, D.C. und dann in Madrid (1927–1931), wohin sie ihn begleitete.
In den Jahren von 1921 bis 1940 schrieb Elizabeth Bibesco de Brancovan mehrere Kurzgeschichten, vier Romane, zwei Theaterstücke und ein Buch über Poesie. In dieser Zeit führte sie einen regen Briefkontakt mit den Schriftstellerinnen Virginia Woolf und Katherine Mansfield. Während des Zweiten Weltkriegs lebte sie auf dem Familiensitz in Rumänien, wo sie im April 1945 an den Folgen einer Lungenentzündung starb.